# Свети Никола (Пуста река)
„Свети Никола“ (на македонска литературна норма: „Свети Никола“) е възрожденска православна църква в крушевското село Пуста река, югозападната част на Северна Македония. Част е от Крушевско-Демирхисарската епархия на Македонската православна църква – Охридска архиепископия.

## География
Църквата се намира в самото село Пуста река. Около него се намират селските гробища.

## История
Църквата е построена в 1881 година и в голяма степен е запазена в първоначалния си вид. Обновена е в 1932 година.

## Архитектура
Променен е сегашният вид на църквата, покрита е с керемиди и са поставени улуци. Външните стени на църквата са измазани и варосани в бяло, така че е нарушен автентичният ѝ вид. Изградена е от камък и хоросан. В основата си представлява еднокорабна засводена сграда с правоъгълна основа, с централна полукръгла апсида и две малки полукръгли ниши отстрани. От горната страна олтарната апсида е петстранна с полускрит свод. Правоъгълната основа е разчупена отвътре от два реда от по два пиластъра, закрепени покрай северната и южната стена, свързани със слепи арки. Над сводовете е оформена сводеста конструкция, която е направена от дървени дъски, върху които след това е нанесена мазилка.
Над западния вход има надпис, според който църквата е изографисана в 1887 година от братята зографи Вангел, Никола и Коста Анастасови от Крушево, работили и в църквата „Свети Никола“ в село Долно Дивяци, тоест прилагат идентична иконографска система.
Олтарното пространство е отделено от наоса с висок иконостас.

## Галерия
- Трапезарията
- Камбанарията
- Иконостасът
- Камбаната
- Апсидата
- Селските гробища